# Гонтарь, Степан Дмитриевич
Степан Дмитриевич Го́нтарь (род. 2 апреля 2002, Красноярск, Россия) — российский профессиональный баскетболист, играющий на позиции центрового.

## Карьера
Гонтарь начал заниматься баскетболом в родном Красноярске, но уже в возрасте 10 лет отправился в Москву, где присоединился к команде ЦСКА по 2002 году рождения. С 2014 по 2016 годы тренировался и играл в СШОР города Братска. В 2016 году Степан перевёлся в школу олимпийского резерва подмосковных Химок. 
В 2018 году Гонтарь подписал контракт со словенским клубом «Илирия». На посту главного тренера команды находился Саша Дончич, отец игрока НБА Луки Дончича. За «Илирию» Гонтарь сыграл в 6 матчах и показал статистику в 1,8 очка, 3,3 подбора, 0,3 передачи и 0,5 перехвата.
Сезон 2019/2020 Гонтарь провёл в другом словенском клубе - «Златорог». Степан принял участие в 14 играх и набирал в среднем 4 очка, 2,9 подбора и 0,2 передачи. 
В этом же сезоне Гонтарь получил приглашение в команду U18 словенского клуба «Цедевита-Олимпия» для участия в юношеском турнире Евролиги Adidas Next Generation Tournament. Команда занял 11 место из 32, а персональная статистика Степана в 4 матчах составила 5,8 очка, 7 подборов, 1 передача, 2,3 перехвата и 1,5 блок-шота.
В августе 2020 года Гонтарь подписал 4-летний контракт с «Нижним Новгородом».
В сезоне 2020/2021 Гонтарь стал бронзовым призёром Единой молодёжной лиги ВТБ в составе «Нижнего Новгорода-2». В матче за 3 место против «Химок-2» (63:61) Степан набрал 21 очко, 18 подборов, 3 перехвата и 2 блок-шота. По итогам «Финала восьми» турнира Гонтарь был включён в символическую пятёрку, а его статистика составила 13,7 очка, 11,7 подбора, 1,0 передача, 1,0 перехват и 2,3 блок-шота в среднем за игру.
В декабре 2022 года Гонтарь перешёл в «Купол-Родники» на правах аренды.
Летом 2023 года Гонтарь стал игроком МБА-МАИ.

## Сборная России
В мае 2021 года Гонтарь принял участие в просмотровом лагере для кандидатов в сборную России.
В июне 2022 года Гонтарь принял участие в Открытом лагере РФБ для кандидатов в сборную России не старше 25 лет, проходящих в возрастные рамки для участия в студенческих соревнованиях.

## Достижения
- Бронзовый призёр Единой молодёжной лиги ВТБ: 2020/2021